# Siegfried Heinrich Aronhold

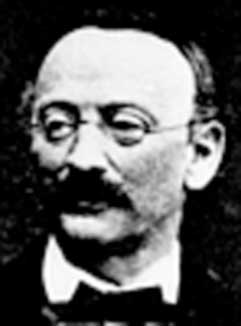

Siegfried Heinrich Aronhold (Angerburg, Oost-Pruisen, 16 juli 1819 - Berlijn, 13 maart 1884) was een Duitse wiskundige die met name werkte aan de invariantentheorie en die de symbolische methode introduceerde.

## Externe bron
- MacTutor artikel over Siegfried Heinrich Aronhold